# Eugen Ekman
Eugen Oskar Georg Ekman (* 27. října 1937 Vaasa) je bývalý finský sportovní gymnasta švédské národnosti, člen klubu Vasa IS.
Na mistrovství Evropy ve sportovní gymnastice 1959 získal stříbrnou medaili v disciplíně kůň našíř. Na olympijských hrách 1960 na tomtéž nářadí získal 19,375 bodu a rozdělil se o první místo s Borisem Šachlinem ze Sovětského svazu. Byla to jediná zlatá medaile pro Finsko z římské olympiády. Startoval také na LOH 1964, kde byl vlajkonošem finské výpravy. Žádnou další finálovou účast na olympiádě nezaznamenal, ve víceboji jednotlivců obsadil 30. místo v roce 1960 a 34. místo v roce 1964, ve víceboji družstev 6. místo v roce 1960 a 8. místo v roce 1964.
Byl také úspěšným podnikatelem; založil ve Vaase firmu Ekman Systems, obchodující s kancelářskými potřebami.
V roce 2002 obdržel vyznamenání Pro Urheilu.